# 黃石鎮區 (北達科他州麥肯齊縣)
黃石鎮區（英語：Yellowstone Township）是位於美國北達科他州麥肯齊縣的一個鎮區。

## 地方資料
黃石鎮區的面積為109.64平方千米，當中陸地面積為104.11平方千米，而水域面積為5.53平方千米。根據2020年美國人口普查的數據，當地共有人口451人，而人口密度為每平方千米4.11人。